# Jose Chafino
Jose Chafino Mira (Ibi-España, 1964) es un músico y compositor español especializado en el piano y el clarinete, además de en la música tradicional valenciana.

## Carrera
Su obra está influenciada por músicos como Luís de Pablo, Ramón Barce, Cristóbal Halffter, Leonardo Balada, Antón García Abril y Tristan Murail. Ha trabajado en la composición de música para las tradicionales fiestas de Moros y Cristianos  propias de la región valenciana; en música para películas; en música para clips; e incluso, llegado el caso, para publicidad.
En 1993 se publica su primer álbum, El Breve Infinito, que contiene 12 temas de música electrónica y piano. Interviene en algunos temas el sopranista José Ramírez Ruíz. 
En 2009 compone una serie de partituras, recopilación de su obra que sigue la tradición musical de las fiestas populares  en los pueblos de la región valenciana.
En 2023, se publican sus álbumes Meditaciones y Meditaciones II, que contienen cada uno de ellos doce temas para solo piano.

## Obra musical de José Chafino[4]

### Música popular
- 1991: Marcha mora "Imohag" [5]
- 1994: Marcha cristiana "Als Mariels" [6]
- 1995: Ballet "Curro Jiménez"
- 1995: Pasodoble "Michel" [7]
- 1997: Marcha mora "Camps de Festa" [8]
- 1998: Marcha mora "Jezabel"
- 1998: Masero "Per a Irene" [9]

### Discografía
- 1993 : El Breve Infinito (sello Ariola)[10]
- 2023 : Meditaciones[11][12]
- 2023 : Meditaciones II[13]